# Przydargiń-Kolonia
Przydargiń-Kolonia – osada w Polsce, w województwie zachodniopomorskim, w powiecie koszalińskim, w gminie Bobolice.
Do 31 grudnia 2023 miejscowość była częścią wsi Przydargiń.